# Juliana Sokolová
Juliana Sokolová, ur. 19 lipca 1981 w Koszycach we wschodniej części Słowacji (w ówczesnej Czechosłowacji) – słowacka filozofka i pisarka.

## Życiorys
Juliana Sokolová spędziła część swojego dzieciństwa w Misratah (Libia). Studiowała filozofię na Uniwersytecie w York (Wielka Brytania).
Napisała pracę magisterską o fenomenologii Emmanuela Levinasa (fenomenologia odpowiedzialności).
W latach 2005–2008 mieszkała na Bałkanach, między innymi w Kosowie i w Sarajewie. Ponadto mieszkała w Brightonie, w Londynie i w Berlinie. W 2008 dostała stypendium Arts and Humanities Research Council od rządu brytyjskiego, aby przeprowadzić badania naukowe na problematyką cierpienia w obrazach medialnych w King’s College w Londynie.
Od 2010 jest adjunktem filozofii sztuki w sekcji teorii i historii sztuki na wydziale sztuk pięknych na Uniwersytecie w Koszycach (TUKE). Wykłada, między innymi, dla studentów designu.
Jej badania skupiają się na starożytnej filozofii greckiej (między innymi cynizm) oraz na teorii architektury i kinematografii. Bada również kwestię języków i pamięci grupowej w przestrzeni miejskiej, szczególnie w Koszycach.
W 2012 była komisarzem wystawy To není obraz, to je stín Jána Durina. W 2013 była komisarzem wystawy Meet me in the middle by Juka Araikawa w ramach programu K.A.I.R. Košice Artist in Residence.
W 2013 uczestniczy w projekcie europejskim Mécanismes pour une entente (Mechanizmy porozumienia), w ramach którego rezydowała w Krakowie od maja do czerwca.
Pisze po słowacku, angielsku i czasami po węgiersku (język ojczysty jej mamy).

## Twórczość
- My House will have a Roof / Môj dom bude mať strechu, Fra, Praga, 2013 (ISBN 978-80-87429-46-4)
- Štýly jestvovania: pravdivý život a iný svet, (Styles of Existence: the True Life and the Other World. Reconsideration of the Ancient Cynicism in the European Philosophy of the 20th Century) Filozofia(inne języki), 6/2011[10]

Regularnie publikuje artykuły w różnych mediach słowackich (Filozofia, FlashArt, .týždeň, SME) i zagranicznych (Internationale Politik, Berlin, openDemocracy.net, Londyn).